# Jane Bogaert
Jane Bogaert (ur. 5 sierpnia 1967 roku w Solurze) – szwajcarska piosenkarka, kompozytorka, modelka, reprezentantka Szwajcarii w 45. Konkursie Piosenki Eurowizji w 2000 roku.

## Edukacja
Bogaert ukończyła Konserwatorium w Biel oraz w Monachium.

## Kariera muzyczna
Po ukończeniu nauki w Konserwatorium wyjechała do Londynu, gdzie nawiązała współpracę z takimi artystami, jak m.in. Al Jarreau, Toto Cutugno, odbyła także trasę koncertową z duetem Al Bano i Romina Power.
W 1989 roku nagrała utwór „Children of Love” wykorzystany w ścieżce dźwiękowej serialu Laura und Luis emitowanego na kanale ZDF.
W 2000 roku zgłosiła się do udziału w krajowych eliminacjach eurowizyjnych z utworem „La vita cos’è?”. Pod koniec stycznia piosenkarka zaśpiewała w finale selekcji i zdobyła największe poparcie jurorów i telewidzów, dzięki czemu zajęła pierwsze miejsce i została wybrana na reprezentantkę Szwajcarii w 45. Konkursie Piosenki Eurowizji organizowanym w Sztokholmie. 13 maja wystąpiła w finale widowiska i zajęła ostatecznie 20. miejsce z 14 punktami na koncie. W chórkach jej występu zaśpiewał m.in. włoski piosenkarz Al Bano.
W 2010 roku ukazał się debiutancki album studyjny Bogaert zatytułowany Fifth Dimension.

## Dyskografia
Albumy studyjne
- Fifth Dimension (2010)